# I Can Transform Ya
I Can Transform Ya ist ein Lied des US-amerikanischen Musikers Chris Brown. Die Rapper und Hip-Hop-Musiker Lil Wayne und Swizz Beatz sind an dem Titel als Gastmusiker beteiligt, Letzterer fungierte zudem als Produzent. Am 29. September 2009 veröffentlichte man den Song als erste Single aus dem im Dezember erschienenen dritten Studioalbum Browns, Graffiti.

## Hintergrund
Laut Swizz Beatz sollte der Song ursprünglich „Transformer“ heißen. Zudem ist das Lied die erste Veröffentlichung von Brown seit dem Vorfall mit seiner damaligen Freundin, der Musikerin Rihanna. Brown hatte diese damals tätlich angegriffen. Produzent Swizz Beatz kommentierte auch den Beitrag von Lil Wayne und sagte, dass „der Part von Wayne nicht der Rede wert ist. Es ist wahrscheinlich der beste Feature-Verse (Gastbeitrag) von ihm, seit seiner Beteiligung am Remix von It’s Me (Bitches).“ Eigentlich sollte das Lied am 30. September 2009 erscheinen, Brown gab auf Twitter dann jedoch ohne Angaben von Gründen bekannt, dass er bereits einen Tag vorher veröffentlicht werden wird.

## Musikvideo

### Hintergrund
Das Musikvideo wurde von Joseph Kahn gedreht. Kahn war auch schon für die Visualisierung des Liedes Forever zuständig. Der Regisseur sagte in einem Interview zudem, dass Brown ihm am Set des Musikvideos zum Lied Drop It Low, bei dem Brown als Gastmusiker die Sängerin Ester Dean unterstützte, einige Lieder aus seinem Album Graffiti vorgespielt und bereits klare Vorstellungen von einem Video zu der ersten Singleauskopplung gehabt hätte. Außerdem sagte er, dass das Video mit den Kung-Fu-Elementen, Spezialeffekten, Science-Fiction-Szenen und Autos genau die Interessen von ihm und Brown widerspiegele.
Im Oktober 2009 veröffentlichte Brown einige Fotos des Videos im Internet. Dies geschah am gleichen Tag, an dem auch Rihanna ihr Musikvideo zu der Single Russian Roulette vorstellte, was von den Medien überwiegend kritisiert worden ist.

### Inhalt
Das Video beginnt mit einer Szene, in der Brown sich von einem schwarzen Sportwagen in sich selbst verwandelt und danach den Titel des Liedes auf den Bildschirm sprüht, was indirekt einen Verweis auf sein Album Graffiti darstellen soll. Das Video, welches sehr auf die tänzerischen Bewegungen Browns fokussiert ist, spielt vor einem gänzlich weißen Hintergrund. Um ihn herum sind immer wieder verschleierte Ninjas zu sehen. Zudem sind einige weitere Transformationen zu sehen, unter anderem solche, bei denen Motorräder und Helikopter entstehen. Die beiden Gastmusiker Swizz Beatz und Lil Wayne sind beide ebenfalls im Video zu sehen, wobei Letztgenannter eine elektrische Gitarre spielt. Tyrese Gibson, welcher in der Filmreihe Transformers die Rolle des Sergeants Robert Epps darstellt, hat auch einen Gastauftritt in dem Musikvideo.

## Mitwirkende Personen
Quelle: Album-Booklet
- Songwriting – Christopher Brown, Jason „Pooh Bear“ Boyd, J. Thomas, Kasseem Dean, Joeseph „Lonny“ Bereal, Dwayne Carter
- Produktion – Swizz Beatz
- Abmischung – Manny Marroquin, Christian Plata (Assistent), Erik Madrid (Assistent)
- Aufnahme – Brian Springer
- Gitarre – Rayfield "Ray-Ray" Holloman

### Rezeption
Jocelyn Vena von MTV beschrieb das Video als „glänzend und flott“. James Montgomery nannte selbiges einen „glänzenden und sexy Rückblick“. Zudem war er der Meinung, dass es „ein Blockbuster ist, welcher mit staunenerregenden Spezialeffekt - die namensgebendes Transformationen sehen besonders gut aus, vor allem diejenigen, welche von einer Szene zu einer anderen Szene passieren - und erschreckend präzisen Tanzbewegungen vollgepackt ist.“ Eine Rezensentin der Entertainment Weekly sagte, dass der Ausschnitt zwar flott aussehe, sich jedoch auch irgendwie grob anfühle.

## Rezeption
Das Lied wurde generell positiv aufgenommen, Greg Kot von der Tageszeitung Chicago Tribune nannte den Titel zum Beispiel einen „Club Banger“. Thomas Gonlianpoulous, Autor einer Rezension der Zeitschrift Spin, lobte die „bombastische Produktion von Swizz Beatz, Waynes dynamischen, bislang unsinnigen Rap, und Browns freudigen, lebhaften Gesang.“ Leah Greenblatt wertete die Single als eine „prahlerische Lead-Single“. Jude Rogers nannte das Lied eine „einprägsam“, hielt jedoch auch fest, dass er gleichzeitig wie eine „blasse Imitation von Song aus einem Album von Justin Timberlake“ wirke.

## Kommerzieller Erfolg

### Chartplatzierungen
Das Lied stieg in den USA auf Platz 52 ein und erreichte nach acht Wochen seine Höchstplatzierung. Am Ende des Jahres platzierte sich die Single auf Position 83 der Hot R&B/Hip-Hop Songs.
| ChartsChartplatzierungen       | Höchstplatzierung | Wochen |
| ------------------------------ | ----------------- | ------ |
| Vereinigte Staaten (Billboard) | 20 (19 Wo.)       | 19     |
| Vereinigtes Königreich (OCC)   | 26 (13 Wo.)       | 13     |

### Auszeichnungen für Musikverkäufe
| Land/Region                  | Auszeichnungen für Musikverkäufe (Land/Region, Auszeichnung, Verkäufe) | Verkäufe  |
| ---------------------------- | ---------------------------------------------------------------------- | --------- |
| Australien (ARIA)            | Platin                                                                 | 70.000    |
| Neuseeland (RMNZ)            | Platin                                                                 | 15.000    |
| Norwegen (IFPI)              | Gold                                                                   | 5.000     |
| Vereinigte Staaten (RIAA)    | 2× Platin                                                              | 2.000.000 |
| Vereinigtes Königreich (BPI) | Silber                                                                 | 200.000   |
| Insgesamt                    | 1× Silber · 1× Gold · 4× Platin ·                                      | 2.290.000 |

Hauptartikel: Chris Brown (Sänger)/Auszeichnungen für Musikverkäufe